# Heffy End
Heffy End는 서태지의 3번째 솔로 음반 《Seotaiji 7th Issue》의 두 번째 트랙이다.

## 노래

### 의미
스토커의 관점에서 삐뚤어진 사랑을 그린 곡으로, 제목인 Heffy End는 원래 Happy End지만, 본래의 의미와 다른 모순된 사랑을 소재로 하고 있기에 유사한 발음인 Heffy를 사용하여 이중적인 의미를 동시에 표현하고 있다.
또한 이 단어가 갖는 속어의 뜻과 함께 집착증과 같은 정신분열증이 있는 사람들이 잘 아는 단어의 스펠링을 틀리게 쓴다는 것을 표현한다는 것을 서태지가 2004년 4월 16일 MBC FM4U 《배철수의 음악캠프》에 출연하여 언급하기도 했다.

## 다른 버전
2004년에 출연한 SBS의 최수종쇼를 비롯해 여러 차례 어쿠스틱 버전으로 부른 적이 있다. 또한 2008년 9월 27일, 서태지 심포니에서도 심포니 버전을 선보인 적이 있다.

## 뮤직비디오
〈Watchout〉을 연출한 문형모 감독이 제작하였고 대한민국의 배우 윤진서가 출연했으며, 7집 수록곡 첫 번째 뮤직비디오인 〈로보트〉와 연결되는 내용으로, 한 소녀(윤진서)가 한 남자를 너무 사랑한 나머지 그를 감금했다가 결국 파국을 맞는다는 내용이다.
- Heffy End 뮤직비디오 - 유튜브

## 같이 보기
- 서태지
- Seotaiji 7th Issue